# Ulises Saucedo
Ulises Saucedo (3 de març de 1896 - 21 de novembre de 1963) fou un entrenador bolivià de la dècada de 1930.
De jove havia estudiat a Londres, on practicà el futbol.
Fou un entrenador pioner a Bolívia on dirigí el Club The Strongest on fou campió el 1930. El 1932 es convertí en entrenador del Club Bolívar, on també fou campió. Fou el primer entrenador de la selecció de futbol de Bolívia, amb la qual participà en el Mundial de 1930.
Durant el Mundial exercí d'àrbitre a diversos partits.